# Édouard Verreaux
Jean Baptiste Édouard Verreaux (* 16. September 1810 in Paris; † 14. März 1868 ebenda im 4. Arrondissement) war ein französischer Ornithologe und Naturforscher.

## Leben und Wirken
Édouard Verreaux wurde als zweiter Sohn des Pariser Naturalienhändlers Pierre-Jacques Verreaux und Joséphine Delalande, Schwester von Pierre Antoine Delalande (1787–1823), geboren. Geprägt von seiner Familie, entwickelte er schon bald ein starkes Interesse für die Naturkunde. Schon im Alter von 17 Jahren wurde er zum Präparator des Naturhistorischen Museums (heute: Aquarium municipal et musée des sciences naturelles) von Douai ernannt. Als ihn 1819 sein älterer Bruder Jules Verreaux (1807–1873) bat, ans Kap der Guten Hoffnung zu kommen, brach er als Neunjähriger nach Südafrika auf, um das berühmte Maison Verreaux seines Vaters mit naturhistorischen Gütern zu versorgen. Zusammen mit seinem Bruder und seinem Onkel Delalande unternahm er Ausflüge ins Umland von Kapstadt und zwei Exkursionen ins Landesinnere, einem Landesteil, den außer François Levaillant (1753–1824) und ihrem Onkel bisher noch kein Europäer erforscht hatte. Trotz seines geringen Alters beobachtete er zusammen mit seinem Onkel Delalande 1820 Erdwölfe, die Isidore Geoffroy Saint-Hilaire (1805–1861) unter der neuen Gattung Proteles beschrieb. Sie sammelten eine Menge Naturobjekte, die sie an den väterlichen Naturalienhandel und das Muséum national d’histoire naturelle in Paris schickten.

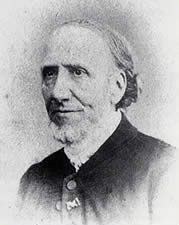
Der Bruder Jules Verreaux

Nach zwei ausgedehnten Exkursionen kehrte er nach Paris zurück. Mit ihm kam eine beachtliche Sammlung von präparierten Tieren, von denen man teils nicht viel wusste oder die neu für die Wissenschaft waren. Alle Präparate wurden 1831 in der Galerie von Baron Jules Paul Benjamin Delessert (1773–1847) ausgestellt, ihr Anblick zog Wissenschaftler in ihren Bann: Georges Cuvier (1769–1832) und Isidore Geoffroy Saint-Hilaire (1805–1861) waren so fasziniert, dass sie ihn zur Rückkehr nach Südafrika ermutigten. Am 1. Juli 1832 brach er mit seinem jüngeren Bruder Joseph Alexis Verreaux (?–1868) erneut nach Kapstadt auf, wo sie im September desselben Jahres ankamen. Dabei gruben sie sogar die Leiche eines San aus, um sie zum Ausstopfen nach Paris zu bringen. Mit großem Eifer gründeten die Brüder Verreaux ein Museum, in welchem sie viele Säugetiere, Vögel, Reptilien, Insekten etc. dieses Landes ausstellten. Die Sammlung des Museums setzte sich aus den Sammlungen des Barons Carl von Ludwig (1784–1847), Andrew Smiths (1797–1872), der Verreaux sowie des South African Literary and Scientific Institution zusammen. Die Verreaux-Sammlung blieb stets in Privateigentum und stand dem Museum nur auf Leihbasis zur Verfügung. Bis zur Rückkehr von Jules im Jahr 1838 wurde die Verreaux-Sammlung von den Einheimischen und vielen Reisenden auf ihrem Hin- oder Rückweg nach Indien bewundert.
Nach der Rückkehr von einer größeren Expedition ins Landesinnere bot sich Édouard eine Gelegenheit: Kapitän Geoffroy bot ihm einen Platz auf seinem Schiff zu den großen asiatischen Inseln an. Seine Reise führte ihn über Sumatra, Batavia, Surabaya, einige Teile der Philippinen, China und Cochinchina. Schließlich kehrte er über Mauritius nach Kapstadt zurück. Seinem Freund Étienne Mulsant (1797–1880) berichtete er von der Reise einige Geschichten. So hatte er beobachtet, wie drei Kinder eines Unbekannten von Kaimanen gefressen wurden, als dieser von Bord ging.
Zurück in Kapstadt, fand er seinen Bruder Jules in großer Sorge vor, weil er seit geraumer Zeit ohne Lebenszeichen von seinem Bruder Alexis war. Im Sechsten Xhosa-Krieges (1834–1835) brannten die Xhosa Gebäude nieder und töteten die Bewohner. Sie operierten aus den Wäldern nahe der Küste mit der Gefahr, dass sie nach und nach kleinere Städte und Metropolen eroberten. Trotz dreier Regimenter und zweitausend Buren bzw. holländischen Siedlern unter der Führung von Henry George Wakelyn Smith (1787–1860) bekam dieser die Lage nicht in den Griff. Die Xhosa führten keinen offenen Kampf, sondern verfolgten eine Guerilla-Taktik mit kleinen Banden. Erst als Truppen aus Saint Helena und Indien angefordert wurden, besiegten die Briten die Xhosa schließlich nach einem 18-monatigen Krieg unter dem Regiment von Sir Benjamin D’Urban (1777–1849).
Nachdem Édouard zwei Monate vergeblich auf Neuigkeiten von seinem Bruder gewartet hatte, ging er auf die Suche nach ihm und brach nach Mossel Bay auf. Dort wurde er von Aker freundlich aufgenommen und konnte seine Sammlung erweitern. Bei einer Jagd auf einen Klippschliefer an der Felsküste glitt er ab und landete in einem horizontal abstehenden Baum. Unter ihm ging es 600 Meter nach unten, zu einem Riff über den Meerwellen. Nachdem der erste Schock verflogen war, musste er 12 Fuß den senkrechten Felsen hochklettern, um den Rand der Klippe zu erreichen. Mit allerletzter Kraft gelang es ihm.
Während seines Aufenthalts in Mossel Bay bekam er die Nachricht, dass sein Bruder Alexis wohlauf sei und sich an einem Ort befand, der vom Krieg bisher nicht betroffen war. So brach er dorthin auf und traf auf ihn.
Nach mehreren Monaten Abenteuerleben schickten die beiden Brüder ihre zahlreiche Beute an ihren Bruder Jules. Gleichzeitig machten sie sich auf den Weg, eben jenen zu suchen.

Heiratsurkunde

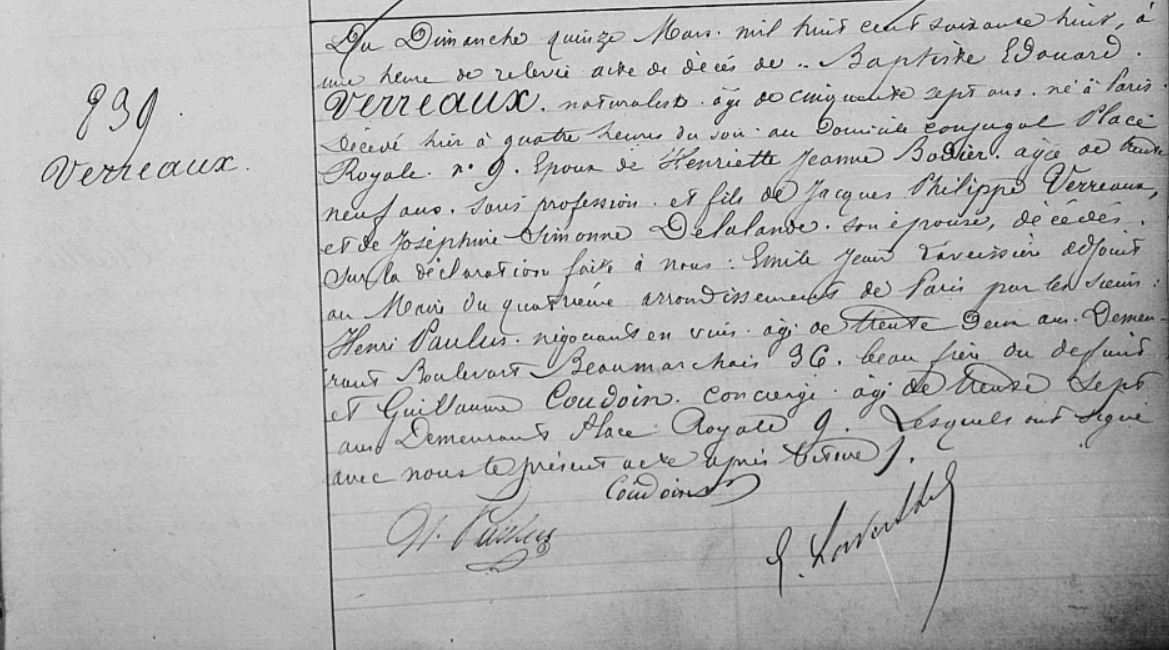
Registrierung seines Todes

Im Jahr 1833 kehrte Édouard nach Frankreich zurück. Hier übernahm er im folgenden Jahr das Geschäft seines Vaters und baute es zu einer konkurrenzlosen Institution aus. Das Geschäft blühte, und so bat er Jules, mit ihrer gesamten Sammlung nach Paris zu kommen, um ihn hier zu unterstützen. Als dieser 1838 mit der Lucullus die Heimreise antrat, zerschellte das Schiff vor La Rochelle. Es war ein schwerer Schlag für das Maison Verreaux, denn neben den unschätzbaren naturhistorischen Kostbarkeiten verloren sie all ihre Manuskripte und Zeichnungen, die ihnen zu Ruhm und Ehre in der Wissenschaft verhelfen sollten.
Am 20. Januar 1846 heiratete er Henriette Jeanne geb. Bodier (1826–1895) in Paris, der er und sein Bruder auch den Namen des Grünscheitel-Nektarvogels (Cinnyris johannae) widmeten.
Das Maison Verreaux, welches in Paris, Place Royal 9 und Succursale Boulevard Montmartre 6, stand, baute eine weltweite Verbindung zu allen naturhistorischen Museen und fast allen großen Privatsammlern auf. Neben den kommerziellen Interessen waren die Brüder immer bereit, allen Menschen Aspekte der Naturkunde bereitwillig zu vermitteln. So trafen sich hier immer wieder bedeutende Wissenschaftler aus ganz Europa und Amerika.
In ihrem Lager befanden sich ca. 3.000 Säugetiere, 40.000 Vögel, 200.000 Schalenweichtiere, viele Skelette, Reptilien und Fische. Alle waren vorbildlich präpariert. Dazu gab es eine beträchtliche Eiersammlung von Vögeln aus aller Welt. Bei der Bestimmung der Exponate versuchten sie mit Sorgfalt alle ihnen bekannten Synonyme und das Land, aus dem sie stammten, auf den dazugehörigen Etiketten festzuhalten.
Édouard entwickelte eine Vorliebe für Kolibris. Deshalb versuchte er von jeder bekannten Kolibriart beide Geschlechter in verschiedenen Entwicklungsphasen, ihre Skelette und ihre Nester mit den Eiern möglichst komplett zusammenzutragen.
Als Étienne Mulsant (1797–1880) begann, ein Werk über die Naturgeschichte der Kolibris (Histoire naturelle des oiseaux-mouches ou colibris constituant la famille des trochilidés) mit Hilfe der Sammlung Jules Bourciers (1797–1873) zu schreiben, unterstützte Èdouard Verreaux dieses Vorhaben. Nach dessen Tod bekam Mulsant durch die Witwe weiter Zugriff auf das wertvolle Material. Er publizierte dieses fünfbändige Werk auch unter dem Namen Verreaux’.
Im August 1867 begann sich Édouards Gesundheitszustand zu verschlechtern. Als Mulsant ihn im September desselben Jahres besuchte, zeichnete sich der nahende Tod ab. Er starb im März 1868 im Kreise seiner Familie.

Eintrag seines Todes im 4. Arrondissement von Paris

Nach seinem plötzlichen Tod ging seine Sammlung, die auf einen Wert von 500.000 Francs geschätzt wurde, an die Witwe. Ein Teil der Sammlung, unter anderem eine fast vollständige Sammlung amerikanischer Vögel sowie Paradiesvögel und Fasanen wurde von Daniel Giraud Elliot (1835–1915) für das American Museum of Natural History aufgekauft. Ein Teil seiner Kolibris wurde an den italienischen Bankier und Ornithologen Ercole Turati (1829–1881) verkauft.

## Dedikationsnamen

### Ausschließlich für Édouard Verreaux

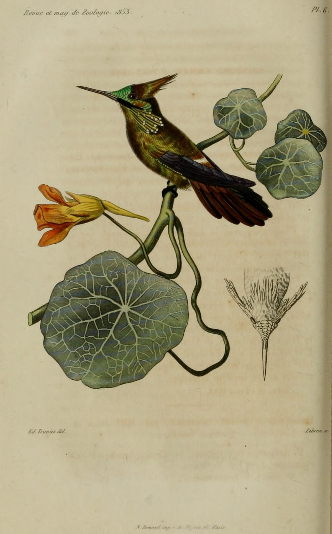
Unterart der Schmetterlingselfe Lophornis chalybeus verreauxii

Oft findet man in der Literatur Jules Verreaux und Édouard Verreaux als Erstautoren der Grünschopfelfe Lophornis verreauxii, da die Überschrift im Originalartikel sie als Autoren verzeichnet. In einer Fehlerkorrektur im gleichen Heft stellen die beiden Brüder aber klar, dass Jules Bourcier (1797–1873) der alleinige Autor des Artikels ist. Der Name dieser Unterart der Grünschopfelfe ist ausschließlich Édouard gewidmet. So schrieb Bourcier:

„Elle est dédiée à M Edouard Verreaux, possesseur du type unique qui orne la magnifique collection de Trochilidés de cet amateur classique.“

Deutsch: Sie ist Herrn Edouard Verreaux gewidmet, dem Besitzer dieser einzigartigen Art, die seine herrliche klassische Amateur-Kolibri-Sammlung schmückt.
Eine Unterart des Kräuselhauben-Perlhuhns beinhaltet in seiner wissenschaftlichen Bezeichnung den Namen Édourds, nämlich Guttera pucherani edouardi. In der Übersetzung eines Briefes von Jules Verreaux an Gustav Hartlaub (1814–1900) schrieb dieser:

„Das Vaterland dieser unzweifelhaft neuen Art ist die Natal-Küste, wo Jules Verreaux selbst das Exemplar der Pariser Sammlung vor 35 Jahren erlegte. Er wünscht dasselbe zu Ehren seines Bruders Edouard benannt zu sehen.“

Die von Armand Marie Paulin Ducros de Saint-Germain (1823–1888) im Jahr 1857 in seinem Werk Revue critique du genre Oliva, de Bruguières beschriebene Muschelart Olivella (Niteoliva) verreauxii gilt heute als Synonym für Olivella (Niteoliva) minuta minuta H. F. Link, 1807. So schrieb Ducros de Saint-Germain:

„Nous la d´dédions avec plaisir à M. Edouard Verreaux qui a bien voulu nous la donner. (deutsch: Es ist mir ein Vergnügen sie Herrn Edouard Verreaux zu widmen, der sie mir freundlicherweise zur Verfügung gestellt hat)“

Eine weitere Muschel mit seinem Namen Burnupia verreauxii beschrieb Jules René Bourguignat (1829–1892) im Jahr 1853. Allerdings erfordert der taxonomische Status dieser Art weitere Analysen.

### Für die Brüder
Die Blauringtaube (Leptotila verreauxi), die Charles Lucien Jules Laurent Bonaparte (1803–1857) im Jahr 1857 beschrieb, ist nicht ausschließlich Jules, sondern wahrscheinlich auch seinem Bruder Édouard gewidmet. So schrieb Bonaparte:

„Un magnifique exemplaire adulte a été procuré par MM. Verreaux au Muséum, qui possède l’espèce tous ses états d’âge et de sexe..... en magasin. (deutsch: Ein prachtvolles ausgewachsenes Exemplar, welches von den Herren Verreaux aus dem Museum bereitgestellt wurde, die die Art in jeglichem Alter und Geschlecht besitzen.... in ihrem Lager.)“

Eine Unterart des Gelbflankenspechts (Celeus grammicus verreauxii), die Alfred Malherbe (1804–1865) unter dem Namen Celeopicus Verrauxii beschrieb, ist ebenfalls den Brüdern gewidmet. Als Begründung für den Namen diente Malherbe:

„C’est la république de L’Équateur (Amérique mèridionale) que MM. Verreaux ont reçu récemment cette nouvelle espèces, à laquelle j’ai donné leur nom, et dont je ne connais encore que deux femelles. Es ist die Republik Ecuador (Südamerika), aus der die Herren Verreaux diese neue Art bekommen haben und für die ich diesen Namen vergebe, und von der ich nur zwei Weibchen kenne.“

Hermann Schlegel (1804–1884) zeigte 1854 in einer Analyse des Musophaga Persa (heute Guinea-Turako Tauraco persa), dass die heutige Unterart des Blaurückenturakos Tauraco macrorhynchus verreauxii, die die Gebrüder Verreaux als Guinea-Turako klassifiziert hatten, sich deutlich unterscheidet. So schrieb er in seiner Analyse:

„Später zeigten die Gebrüder Verreaux, dass diese Ansicht falsch sei. Die von Hrn Verreaux als Persa aufgeführte Art ist durchaus verschieden von der wahren Persa; sie ist offenbar neu und mag daher M. Verreauxii heißen.“

## Erstbeschreibungen von Jules  & Édouard Verreaux
Édouard Verreaux beschrieb mit seinem Bruder viele Gattungen, Arten und Unterarten als Erstautor. Bei der Beschreibung des Rotbrusthabichts wirkte außerdem Marc Athanase Parfait Œillet Des Murs (1804–1894) mit.

### Gattungen
Zu den Gattungen, die Édouard Verreaux beschrieben hat:
- Tricholaema Verreaux, J & Verreaux, E, 1855
- Ixonotus Verreaux, J & Verreaux, E, 1855
- Elvira Mulsant, Verreaux, J & Verreaux, E, 1866

### Arten

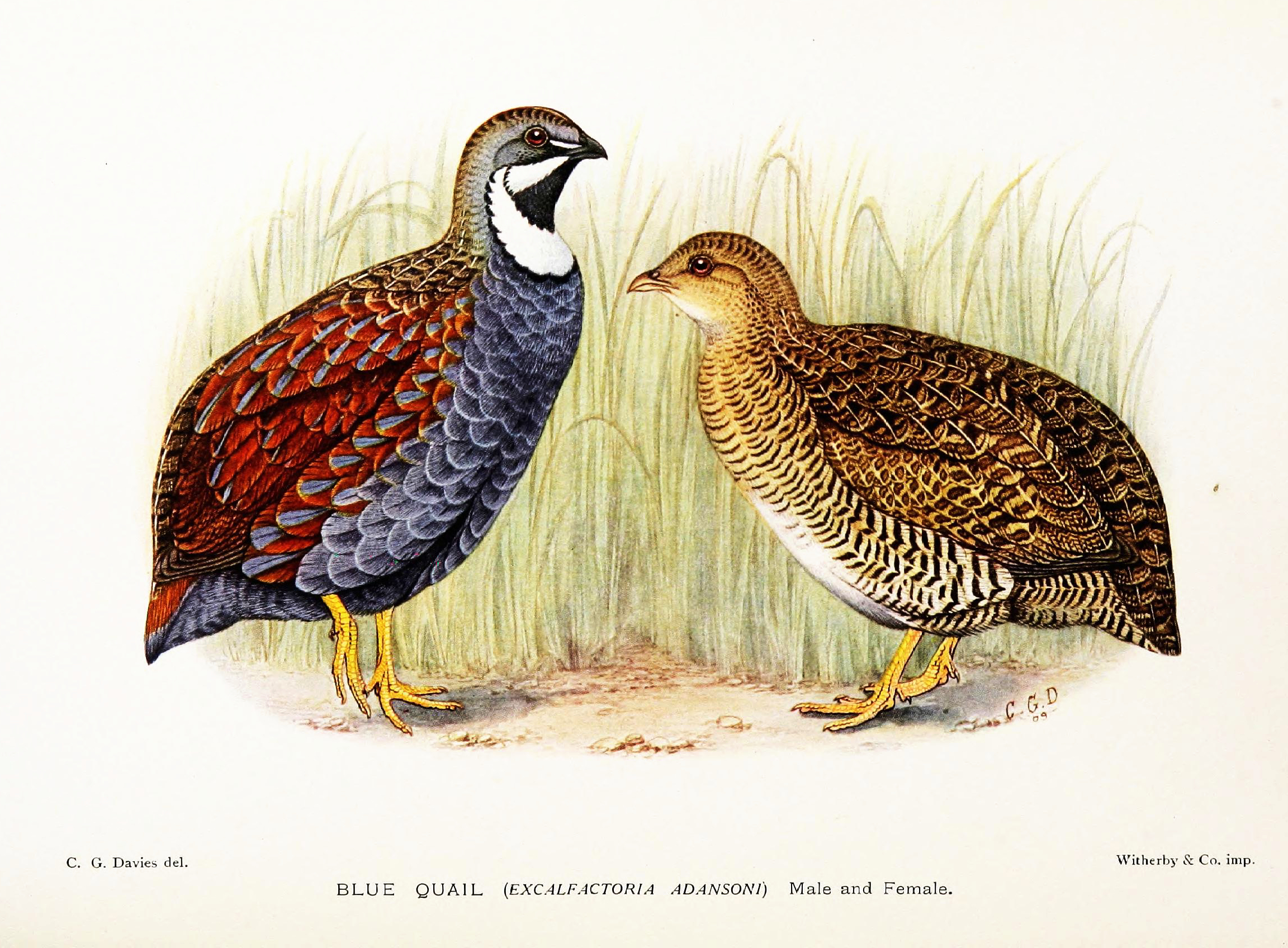
Adansonwachtel (Coturnix adansonii) gemalt von Claude Gibney Finch-Davies (1875–1920)

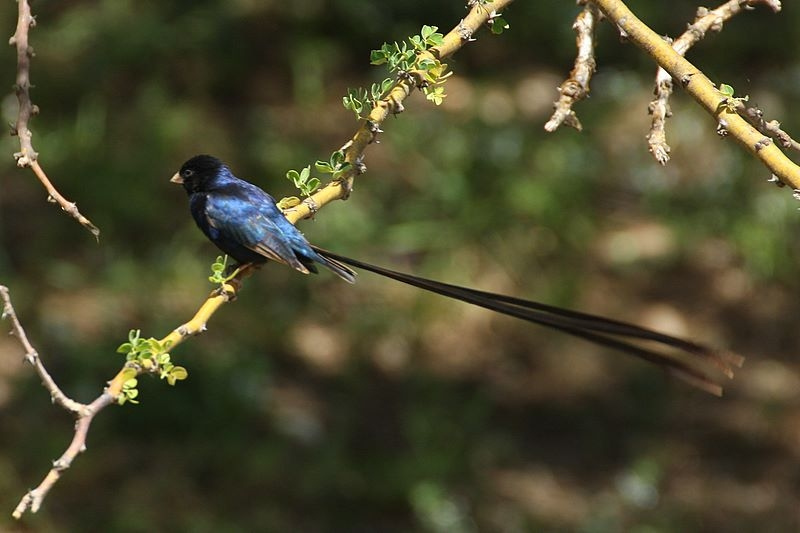
Glanzwitwe (Vidua hypocherina)

Zu den Arten, die Édouard Verreaux beschrieben hat, gehören chronologisch:
- Adansonwachtel (Coturnix adansonii) Verreaux, J & Verreaux, E, 1851
- Blaßstirnschwärzling (Nigrita luteifrons) Verreaux, J & Verreaux, E, 1851
- Fleckenbülbül (Ixonotus guttatus) Verreaux, J & Verreaux, E, 1851
- Gabunspecht (Dendropicos gabonensis) (Verreaux, J & Verreaux, E, 1851)
- Gelbschnabel-Bartvogel (Trachylaemus purpuratus) (Verreaux, J & Verreaux, E, 1851)
- Grünscheitel-Nektarvogel (Cinnyris johannae) Verreaux, J & Verreaux, E, 1851
- Kappenastrild (Estrilda atricapilla) Verreaux, J & Verreaux, E, 1851
- Kastanienliest (Halcyon badia) Verreaux, J & Verreaux, E, 1851
- Malherbetaube (Columba malherbii) Verreaux, J & Verreaux, E 1851
- Samtglanzstar (Lamprotornis purpureiceps) (Verreaux, J & Verreaux, E, 1851)
- Senegal Goldbürzel-Bartvogel (Pogoniulus leucolaimus) (Verreaux, J & Verreaux, E, 1851)
- Violettmantel-Hyliota (Hyliota violacea) Verreaux, J & Verreaux, E, 1851
- Violettschwanz-Nektarvogel (Anthreptes aurantium) Verreaux, J & Verreaux, E 1851
- Dreilappenkotinga (Procnias tricarunculatus) (Verreaux, J & Verreaux, E, 1853)
- Einfarbmeise (Parus funereus) (Verreaux, J & Verreaux, E, 1855)
- Gabunbatis (Batis minima) (Verreaux, J & Verreaux, E, 1855)
- Schwarzflügelpirol (Oriolus nigripennis) Verreaux, J & Verreaux, E, 1855
- Schäpperwürger (Megabyas flammulatus) Verreaux, J & Verreaux, E, 1855
- Goldbülbül (Calyptocichla serina) (Verreaux, J & Verreaux, E, 1855)
- Graubauch-Mausspecht (Sasia africana) Verreaux, J & Verreaux, E, 1855
- Rotbrusthabicht (Accipiter toussenelii) (Verreaux, J, Verreaux, E & Des Murs, 1855)
- Rotrücken-Mausvogel (Colius castanotus) Verreaux, J & Verreaux, E, 1855
- Schwarzflügelpirol (Oriolus nigripennis) Verreaux, J & Verreaux, E, 1855
- Weißschwanzbülbül (Baeopogon indicator) (Verreaux, J & Verreaux, E, 1855)
- Glanzwitwe (Vidua hypocherina) Verreaux, J & Verreaux, E, 1856

### Unterarten
Zu den Unterarten, die Édouard Verreaux beschrieben hat, gehören chronologisch:
- Gelbkehl-Bartvogel (Pogoniulus subsulphureus flavimentum) (Verreaux, J & Verreaux, E, 1851)
- Schuppenbartvogel (Pogoniulus scolopaceus flavisquamatus) (Verreaux, J & Verreaux, E, 1855)
- Wegebussard (Buteo magnirostris pucherani) (Verreaux, J & Verreaux, E, 1855)
- Schimmerkuckuck (Phaenicophaeus curvirostris oeneicaudus) (Verreaux, J & Verreaux, E, 1855)
- Fleckenbartvogel (Tricholaema hirsuta flavipunctata) Verreaux, J & Verreaux, E, 1855.[25]

## Werke

### Jahr 1832
- Zusammen mit Jules Verreaux: Illustrations de L’Océanie en estampes ou Description géographique et historique de toutes les îles du Grand Océan et du continent de la Nouvelle Hollande, Notasie, Polynésie, Australie. Librairie Nepveu, Paris 1832 (online [abgerufen am 12. Dezember 2012]).

### Jahr 1833
- Catalogue des objets d'histoire naturelle : composant le cabinet de Mm. Verreaux, père et fils, naturalistes préparateurs, boulevard Montmartre, No. 6. Gondelier-Morisset, Paris 1833.

### Jahr 1849
- Catalogue d'oiseaux. De Hennuyer et C., Batignolles 1849 (online [abgerufen am 28. September 2011]).

### Jahr 1851
- zusammen mit Jules Verreaux: Descriptions d’espèces nouvelles, rares ou peu connues, d’Oiseaux du Gabon (Afrique occidentale) par MM. Jules et Édouard Verreaux. In: Revue et magasin de zoologie pure et appliquée. Band 3, 1851, S. 306–317 (biodiversitylibrary.org [abgerufen am 12. Dezember 2012]).
- zusammen mit Jules Verreaux: Descriptions d’espèces nouvelles, rares ou peu connues, d’Oiseaux du Gabon (Afrique occidentale) par MM. Jules et Édouard Verreaux. In: Revue et magasin de zoologie pure et appliquée. Band 3, 1851, S. 417–424 (biodiversitylibrary.org [abgerufen am 12. Dezember 2012]).
- zusammen mit Jules Verreaux: Descriptions d’espèces nouvelles d’Oiseaux du Gabon (côte occidentale d’Afrique) par MM. Jules et Éd. Verreaux. In: Revue et magasin de zoologie pure et appliquée. Band 3, 1851, S. 513–516 (biodiversitylibrary.org [abgerufen am 12. Dezember 2012]).

### Jahr 1853
- zusammen mit Jules Verreaux: Note du genre Lophornis, Ch. Bp. – Lophornis Verrauxii Bourc. par MM. Jules et Éd. Verreaux. In: Revue et magasin de zoologie pure et appliquée. Band 5, 1853, S. 193 (biodiversitylibrary.org [abgerufen am 12. Dezember 2012]).
- zusammen mit Jules Verreaux: Description d’Oiseaux nouveaux, par MM. Jules et Édouard Verreaux. In: Revue et magasin de zoologie pure et appliquée. Band 5, 1853, S. 193–197 (biodiversitylibrary.org [abgerufen am 12. Dezember 2012]).
- zusammen mit Jules Verreaux: Errata. In: Revue et magasin de zoologie pure et appliquée. Band 5, 1853, S. 288 (biodiversitylibrary.org [abgerufen am 12. Dezember 2012]).

### Jahr 1855
- zusammen mit Jules Verreaux: Observations sur les mœurs des Oiseaux exotiques par MM. Édouard et Jules Verreaux. In: Revue et magasin de zoologie pure et appliquée. Band 7, 1855, S. 174–177 (biodiversitylibrary.org [abgerufen am 12. Dezember 2012]).
- zusammen mit Jules Verreaux: Description d’oiseaux nouveaux de l’Afrique méridionale et occidentale, par MM. Jules et Edouard Vekreaux. In: Revue et magasin de zoologie pure et appliquée. Band 7, 1855, S. 217–222 (biodiversitylibrary.org [abgerufen am 12. Dezember 2012]).
- zusammen mit Jules Verreaux: Description d’oiseaux nouveaux de l’Afrique méridionale et occidentale, par MM. Jules et Edouard Vekreaux. In: Revue et magasin de zoologie pure et appliquée. Band 7, 1855, S. 270–274 (biodiversitylibrary.org [abgerufen am 12. Dezember 2012]).
- zusammen mit Jules Verreaux: III. Mélanges et Nouvelles - MM. Jules et Edouard Verreaux nous adressent les descriptions suivantes d’Oiseaux nouveaux nouvellement découverts par les voyageurs qu’ils entretiennent dans divers pays. In: Revue et magasin de zoologie pure et appliquée. Band 7, 1855, S. 348–352 (biodiversitylibrary.org [abgerufen am 12. Dezember 2012]).
- zusammen mit Jules Verreaux: Observations sur les mœurs des Oiseaux exotiques par MM. Édouard et Jules Verreaux. In: Revue et magasin de zoologie pure et appliquée. Band 7, 1855, S. 353–355 (biodiversitylibrary.org [abgerufen am 12. Dezember 2012]).
- zusammen mit Jules Verreaux: Notice sur le genre Phænicophæus, Vieill., Malcoha, Cuv.; par MM. J. et Éd. Verreaux. In: Revue et magasin de zoologie pure et appliquée. Band 7, 1855, S. 356–357 (biodiversitylibrary.org [abgerufen am 12. Dezember 2012]).
- zusammen mit Jules Verreaux: Observations sur les mœurs des Oiseaux de l’Afrique méridionale et occidentale par MM. Jules et Édouard Verreaux. In: Revue et magasin de zoologie pure et appliquée. Band 7, 1855, S. 414–422 (biodiversitylibrary.org [abgerufen am 12. Dezember 2012]).
- zusammen mit Jules Verreaux: Observations sur les mœurs des Oiseaux de l’Afrique méridionale et occidentale par MM. Jules et Édouard Verreaux. In: Revue et magasin de zoologie pure et appliquée. Band 7, 1855, S. 511–513 (biodiversitylibrary.org [abgerufen am 12. Dezember 2012]).
- zusammen mit Jules Verreaux: Description et figure d’un Oiseau nouveau du Gabon par MM. Jules et Éd. Verreaux. In: Revue et magasin de zoologie pure et appliquée. Band 7, 1855, S. 555–556 (biodiversitylibrary.org [abgerufen am 12. Dezember 2012]).
- Zusammen mit Jules Verreaux (Nisus Toussenelii zusätzlich mit Marc Athanase Parfait Œillet Des Murs): Oiseaux nouveaux du Gabon. In: Journal für Ornithologie. Band 3, Nr. 14, 1855, S. 101–106 (biodiversitylibrary.org [abgerufen am 12. Dezember 2012]).

### Jahr 1856
- zusammen mit Jules Verreaux: Description d’une espèce nouvelle de Veuve par MM. Verreaux. In: Revue et magasin de zoologie pure et appliquée. Band 8, 1856, S. 260–262 (biodiversitylibrary.org [abgerufen am 12. Dezember 2012]).

### Jahr 1857
- zusammen mit Jules Verreaux: Pitta Mathilda, J. et Ed. Verr. In: Revue et magasin de zoologie pure et appliquée. Band 9, 1857, S. 303–304 (http://www.biodiversitylibrary.org/item/48710#page/311/mode/1up biodiversitylibrary.org [abgerufen am 12. Dezember 2012]).

### Jahr 1866
- mit Étienne Mulsant, Jules Verreaux: Essai d’une classification méthodique des trochilidés ou oiseaux-mouches. F. Savy, Paris 1866 (biodiversitylibrary.org [abgerufen am 12. Dezember 2012]).
- mit Étienne Mulsant, Jules Verreaux: Essai d’une classification méthodique des trochilidés ou oiseaux-mouches. In: Mémoires de la Société impériale des sciences naturelles de Cherbourg (= 2). Band 2, 1866, S. 149–242 (biodiversitylibrary.org).
- mit Étienne Mulsant, Jules Verreaux: Description d’une nouvelle espèce d’Oiseau-Mouche (Diphlogena (Helianthea) Traviesi). In: Annales de la Société Linnéenne de Lyon. Band 13, 1866, S. 391 (eingeschränkte Vorschau in der Google-Buchsuche).

### Jahr 1868
- Catalogue de la collection ornithologique de la maison Verreaux. Seringe, Paris 1868.

### Jahr 1874
- mit Étienne Mulsant: Histoire naturelle des oiseaux-mouches ou colibris constituant la famille des trochilidés. Band 1. Bureau de la Société Linnéenne, Lyon 1874 (online [abgerufen am 12. Dezember 2012]).

### Jahr 1876
- mit Étienne Mulsant: Histoire naturelle des oiseaux-mouches ou colibris constituant la famille des trochilidés. Band 2. Deyrolle, Paris 1876 (online [abgerufen am 12. Dezember 2012]).

### Jahr 1877
- mit Étienne Mulsant: Histoire naturelle des oiseaux-mouches ou colibris constituant la famille des trochilidés. Band 3. Bureau de la Société Linnéenne, Lyon 1877 (online [abgerufen am 12. Dezember 2012]).
- mit Étienne Mulsant: Histoire naturelle des oiseaux-mouches ou colibris constituant la famille des trochilidés. Band 4. Deyrolle, Paris 1877 (online [abgerufen am 12. Dezember 2012]).

### Jahr 1879
- mit Étienne Mulsant: Histoire naturelle des oiseaux-mouches ou colibris constituant la famille des trochilidés (Verzeichnis). Band 5. Au Bureau de la Société Linnéenne, Lyon 1879 (online [abgerufen am 12. Dezember 2012]).